# 蔡志君
蔡志君（1952年—），汉族，中华人民共和国政治人物、第十一届全国政协委员。
担任贵州省教育厅副厅长。2008年，当选第十一届全国政协委员，代表教育界，分入第四十二组。